# Кубок чемпіонів
Кубок чемпіонів (Campeones Cup) — щорічний футбольний матч, який проводиться між переможцями попереднього розіграшу Кубка МЛС з Major League Soccer (США і Канада) та переможцями Чемпіона чемпіонів з Ліги MX (Мексика). Змагання були засновані двома лігами у 2018 році.

## Формат
Кубок чемпіонів розігрується між переможцем Кубка MLS, який проводиться щорічно у листопаді або грудні, щоб визначити переможця сезону МЛС, та Чемпіон чемпіонів, який проводиться щорічно у липні між переможцями турнірів Апертура та Клаусура у Лізі MX. Якщо якась команда виграє обидва турніри, Апертуру та Клаусуру, то вона автоматично виграє Чемпіон чемпіонів та бере участь у Кубку чемпіонів. Команда МЛС, що базується або в Канаді, або в Сполучених Штатах, приймає матч наприкінці літа. Його формат схожий на формат Кубка володарів Кубка Джей-ліги та Південноамериканського кубка, який завжди приймає японська команда.
Команди з цих двох ліг раніше грали між собою у Північноамериканській суперлізі, яка проходила з 2007 по 2010 рік, а зараз змагаються в Лізі чемпіонів КОНКАКАФ. Міжлігове партнерство було частково стимульоване спільною заявкою Північної Америки на проведення Чемпіонату світу з футболу 2026 року та бажанням покращити рівень гри в КОНКАКАФ.
Перший турнір відбувся 19 вересня 2018 року на стадіоні БМО Філд у Торонто, Онтаріо, за участю клубу «Торонто», а перемогу здобув «УАНЛ Тигрес». Наступного року «Атланта Юнайтед» стала першою командою МЛС, яка здобула перемогу на цьому турнірі, перемігши «Клуб Америка» з рахунком 3:2 у 2019 році.
Розіграш 2020 року, у якому мав зіграти «Сіетл Саундерс», було скасовано через пандемію COVID-19. МЛС та Ліга MX оголосили про відновлення турніру у 2021 році. Цей розіграш завершився перемогою «Коламбус Крю» над «Крус Асулем» з рахунком 2:0 29 вересня 2021 року.

## Результати
| Рік  | Клуб МЛС             | Рахунок        | Клуб Ліги MX        | Місце                                        | Глядачів |
| ---- | -------------------- | -------------- | ------------------- | -------------------------------------------- | -------- |
| 2018 | Торонто              | 1–3            | УАНЛ Тигрес         | БМО Філд, Торонто, Онтаріо                   | 14 823   |
| 2019 | Атланта Юнайтед      | 3–2            | Клуб Америка        | Мерседес-Бенц Стедіум, Атланта, Джорджія     | 40 128   |
| 2020 | Сіетл Саундерз       | —              | —                   | СенчуріЛінк Філд, Сіетл, Вашингтон           | —        |
| 2021 | Коламбус Крю         | 2–0            | Крус Асуль          | Lower.com Філд, Колумбус, Огайо              | 18 026   |
| 2022 | Нью-Йорк Сіті        | 2–0            | Атлас (Гвадалахара) | Янкі-Стедіум, Нью-Йорк, Нью-Йорк             | 24 823   |
| 2023 | Лос-Анджелес         | 0–0 (пен. 2–4) | УАНЛ Тигрес         | БМО Стедіум, Лос-Анджелес, Каліфорнія        | 20 605   |
| 2024 | Коламбус Крю         | 1–1 (пен. 4–5) | Клуб Америка        | Lower.com Філд, Колумбус, Огайо              | 20 198   |
| 2025 | Лос-Анджелес Гелаксі | –              | Толука/Клуб Америка | Дігніті Хелс Спортс Парк, Карсон, Каліфорнія |          |